# Comité français d'organisation et de normalisation bancaires
Pour les articles homonymes, voir Comité d'organisation.
Le Comité français d'organisation et de normalisation bancaires ou CFONB est un organisme professionnel qui a pour mission d'étudier et de résoudre, aux plans de l'organisation et des normes, les problèmes de caractère technique liés à l'activité bancaire. Ses travaux portent essentiellement sur les moyens et systèmes de paiement, mais concernent également le domaine des valeurs mobilières.

C'est par exemple le CFONB qui édicte les règles et les normes à appliquer relatives aux mentions et aux libellés devant figurer sur les extraits ou relevés de compte (intitulés des opérations) ou qui avait défini les protocoles ETEBAC (désormais obsolètes).
Aujourd'hui, le CFONB est impliqué dans la normalisation du protocole EBICS (une des alternatives, avec SWIFT, pour remplacer le protocole ETEBAC). Le CFONB est aussi impliqué dans la migration vers les virements et prélèvements européens SEPA, qui ont vocation à remplacer à partir du 1er février 2014 les virements et prélèvements français, autrefois normalisés par le CFONB.